# Stéphane Carnot
Stéphane Carnot (Quimper, 29 gennaio 1969) è un ex calciatore francese, di ruolo centrocampista.

## Carriera
Leggenda del Guingamp, ha rappresentato la società in 301 incontri di campionato realizzando 51 reti. Inoltre ha giocato 87 presenze e ha siglato 26 gol con la seconda squadra del Guingamp.

### Club
L'8 agosto 1997 realizza la sua prima rete con la maglia del Monaco contro lo Châteauroux (2-2).

## Dopo il ritiro
Nel 2008 è stato il vice allenatore della selezione della Bretagna.

## Palmarès

### Giocatore

#### Competizioni nazionali
- Supercoppa francese: 1

Monaco: 1997
- Championnat National: 1

Guingamp: 1993-1994

#### Competizioni internazionali
- Coppa Intertoto UEFA: 1

Guingamp: 1996